# Ittre
Ittre (nederländska Itter) är en kommun i provinsen Vallonska Brabant i fransktalande Vallonien i Belgien. Kommunen hade 5 893 invånare 1 januari 2004, och ytan är 35,17 km². Kommunen består i stort av tre byar: Ittre, Haut-Ittre och Virginal-Samme.